# Weckolsheim
Weckolsheim (Wàckelse in dialetto alsaziano) è un comune francese di 673 abitanti situato nel dipartimento dell'Alto Reno nella regione del Grand Est.

## Società

### Evoluzione demografica
Abitanti censiti